# Rhynchogadus hepaticus
Rhynchogadus hepaticus is een  straalvinnige vissensoort uit de familie van diepzeekabeljauwen (Moridae). De wetenschappelijke naam van de soort is voor het eerst geldig gepubliceerd in 1884 door Facciolà.
De soort staat op de Rode Lijst van de IUCN als Onzeker, beoordelingsjaar 2007.